# Acalypha havanensis
Acalypha havanensis é uma espécie de flor do gênero Acalypha, pertencente à família Euphorbiaceae.